# الحرب البولندية الروسية لعام 1792

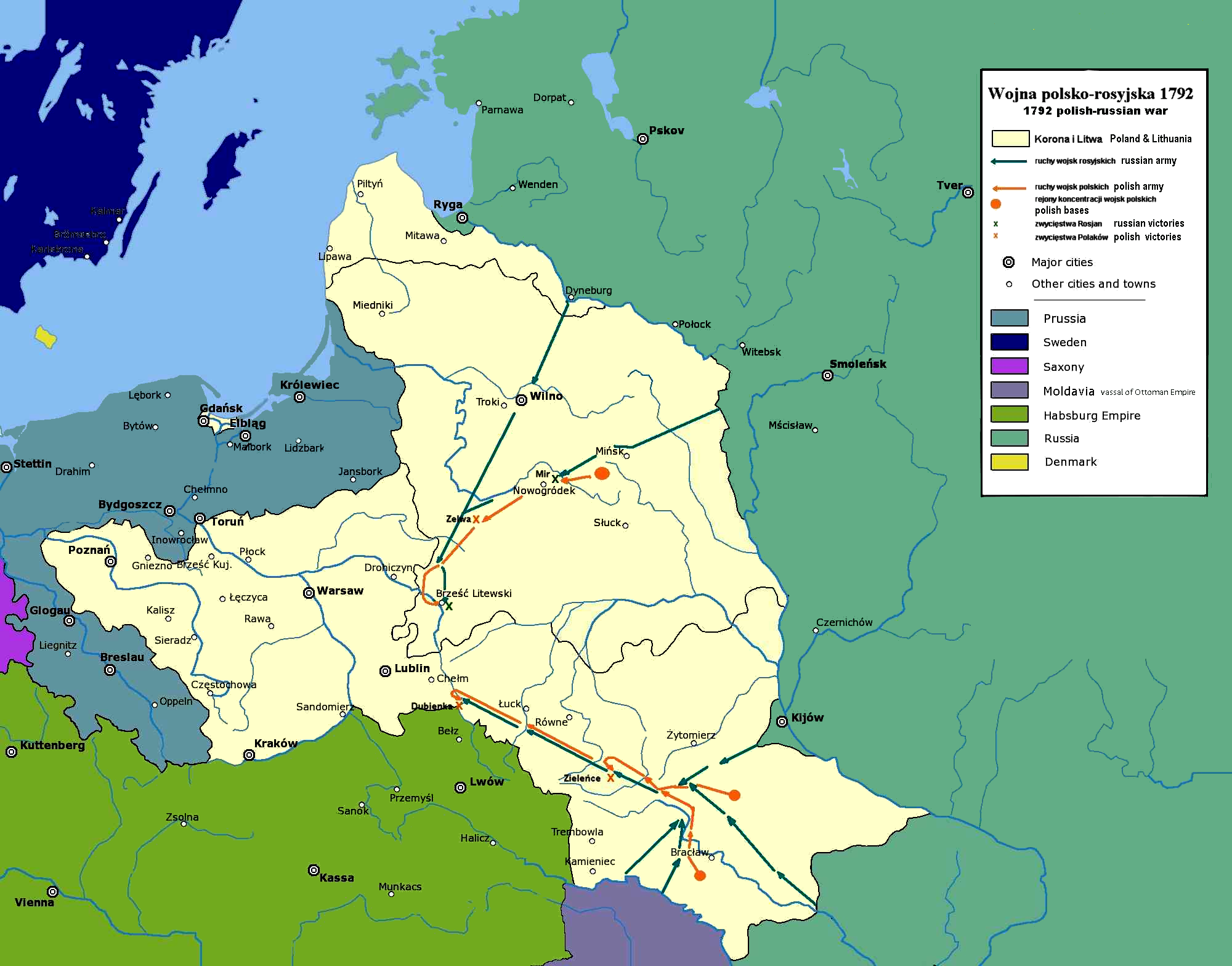
الحرب البولندية الروسية

وقعت الحرب البولندية الروسية عام 1792 (أيضًا، حرب التقسيم الثاني، وفي المصادر البولندية، كانت الحرب دفاعًا عن الدستور (بالبولندية: wojna w obronie Konstytucji 3 maja)) بين البولندي الليتواني من جهة، وكونفدرالية تارغوويكا (يعارض النبلاء المحافظون في الكومنولث الدستور الجديد الصادر في 3 مايو 1791) والإمبراطورية الروسية تحت قيادة الإمبراطورة كاترين العظيمة من جهة أخرى.
وقعت الحرب في ساحتين: الشمالية في ليتوانيا والجنوبية في أوكرانيا. في كليهما، تراجعت القوّات البولندية أمام القوّات الروسية المتفوّقة عدديًا، على الرغم من أنها أظهرت مقاومًة أكبر بكثير في الجنوب، وذلك بفضل القيادة الناجحة للقادة البولنديين، مثل الأمير يوزف أنتوني بونياتوفسكي وتاديوش كوسيوسكو. خلال الصراع الذي استمر ثلاثة أشهر، جرى خوض عدّة معارك، لكن لم يحرز أيٌّ من طرفي الصراع نصرًا حاسمًا. كان أكبر نجاح للقوات البولندية هو هزيمة أحد التشكيلات الروسية في معركة زيلينسو في 18 يونيو. في أعقاب تلك المعركة، تأسّست أرفع جائزة عسكرية بولندية، وسام الفضيلة العسكرية (Virtuti Militari). انتهت الحرب عندما قرّر الملك البولندي ستانيسواف أغسطس بونياتوفسكي البحث عن حلٍّ دبلوماسي، وطلب وقف إطلاق النار مع الروس وانضمّ إلى كونفدرالية تارغوويكا، كما طلبت الإمبراطورية الروسية.

## خلفية

### أفول الكومنولث
بحلول أوائل القرن الثامن عشر، سيطر قطبا بولندا وليتوانيا على الدولة –أو بالأحرى، تمكنا من ضمان عدم إجراء أي إصلاحات قد تُضعف من امتيازات مكانتهما («الحريات الذهبية»). من خلال إساءة استخدام حق النقض (الفيتو) الذي يمكّن أي نائب من شلّ إجراءات مجلس النواب البولندي (سيم Sjem)، فإن النواب الذين تلقّوا الرشوة من أقطاب أو قوى أجنبية، أو أولئك الذين يكتفون ببساطة بالاعتقاد بأنهم يعيشون في «عصر ذهبي» غير مسبوق، قد أصاب حكومة الكومنولث بالشلل. لأكثر من قرن.
لاقت فكرة إصلاح الكومنولث صدى منذ منتصف القرن السابع عشر؛ ومع ذلك، كان يُنظر إليها بعين الشك ليس فقط من قبل أقطابها، بل من قبل البلدان المجاورة أيضًا. كانت البلدان المجاورة راضيةً عن فساد الكومنولث واستنكرت فكرة وجود قوّة ديمقراطية تزدهر على حدودها. مع انخفاض تعداد جيش الكومنولث إلى حوالي 16 ألف جندي، كان من السهل على جيرانه التدخل مباشرة (بلغ تعداد الجيش الإمبراطوري الروسي 300 ألف جندي بشكل عام؛ أما لجيش البروسي والجيش الإمبراطوري للإمبراطورية الرومانية المقدّسة، فقد وصل تعداد جيشهما 200 ألف لكلٍ منهما).

### محاولات الإصلاح
سنحت فرصة كبيرة للإصلاح من خلال «البرلمان الكبير» في الفترة التي تراوحت بين عام 1788 و1792. كان جيران بولندا منشغلين بالحروب وغير قادرين على التدخل عسكريًا في الشؤون البولندية. في الوقت الذي شاركت فيه الإمبراطورية الروسية والأرشدوقية النمساوية في الأعمال العدائية ضد الإمبراطورية العثمانية (الحرب الروسية التركية، 1787-1792 والحرب النمساوية التركية، 1787-1791)؛ وجد الروس أنفسهم منغمسين في القتال ضمن الحرب الروسية السويدية (1788-1790) أيضًا. بدا أن التحالف الجديد بين الكومنولث البولندي الليتواني وبروسيا سيوفّر الأمن إزاء التدخل الروسي، وفي 3 مايو 1791 أُقرّ الدستور الجديد وحصل على الدعم الشعبي الساحق.
مع انتهاء الحروب بين تركيا وروسيا، والسويد وروسيا؛ كانت الإمبراطورة كاترين غاضبة من اعتماد الوثيقة، التي تعتقد أنها تهدد النفوذ الروسي في بولندا. لقد اعتبرت روسيا بولندا محمية فعلية. «إن أسوأ الأخبار المحتملة قد أتت من وارسو: لقد أصبح الملك البولندي يتمتّع بالسيادة تقريبًا»، كان ذلك ردّ فعل أحد كبار مؤلّفي السياسة الخارجية في روسيا، ألكسندر بيزبورودكو، عندما اطلع على الدستور الجديد. كما عارضت مملكة بروسيا بشدّة الدستور البولندي الجديد، وتلقّى الدبلوماسيون البولنديون ملاحظةً بأن الدستور الجديد غيّر الدولة البولندية لدرجة أن بروسيا لم تعتبر التزاماتها مُلزمة. تمامًا مثل روسيا، كانت بروسيا قلقةً من أن الدولة البولندية المعزّزة حديثًا يمكن أن تصبح تهديدًا، وأبلغ وزير الخارجية البروسي فريدريش فيلهلم فون شولينبرغ كينيرت، بوضوح وصراحة نادرين البولنديين أن بروسيا لا تؤيّد الدستور ورفضت مساعدة الكومنولث في أي شكلٍ من الأشكال، حتى كوسيط، لأنه لم يكن من مصلحة بروسيا رؤية الكومنولث يتعزّز إلى أن يصبح باستطاعته تهديد بروسيا في المستقبل. عبّر رجل الدولة البروسي إفالد فون هيرتزبرغ عن مخاوف المحافظين الأوروبيين: «أطلق البولنديون على الملكية البروسية رصاصة الرحمة بتصويتهم على الدستور»، موضّحًا أن حكم الكومنولث القوي سيطالب على الأرجح بإعادة الأراضي التي حصلت عليها بروسيا خلال تقاسم بولندا الأول. التي لم يُعتمد الدستور دون مواجهة معارضة في الكومنولث ذاته أيضًا. طلبت الشخصيات الكبيرة التي عارضت مسودة الدستور منذ البداية، وهم فرانسيسك كسويري برانيكي، وستانيساو شتشيني بوتوكي، وسويرين رزيوسكي، وسزيمون ويوزف كوساكوفسكي، من كاترين العظيمة التدخل واستعادة امتيازاتهم مثل قانون الكاردينال الروسي المكفول الذي أُبطل بموجب النظام الأساسي الجديد. تحقيقًا لهذه الغاية شكّلت تلك الشخصيات تارغوويكا الكونفدرالية. انتقد إعلان الكونفدالية، الذي جرى الإعداد له في سان بطرسبرغ في يناير 1792، الدستور لإسهامه، على حدّ تعبيرهم، في «انتقال عدوى الأفكار الديمقراطية» في أعقاب «الأمثلة المميتة التي وُضعت في باريس». أكّد أن «البرلمان ... قد خرق جميع القوانين الأساسية، وجرف كل حريات النبلاء، وفي الثالث من مايو عام 1791 تحوّل إلى ثورةٍ ومؤامرة». أعلن الكونفدراليون نيّتهم في التغلّب على هذه الثورة. وكتبوا: «لا يمكننا فعل شيء سوى اللجوء بكل ثقة إلى الإمبراطورة كاترين، الإمبراطورة المرموقة والنزيهة، وصديقتنا المجاورة وحليفتنا»، التي «تحترم حاجة الأمة إلى الرفاهية وتقدّم دائمًا يد العون». تماشى الكونفدراليون مع الإمبراطورة كاترين وطلبوا منها التدخل العسكري. في 18 مايو 1792، سلّم السفير الروسي في بولندا، ياكوف بولغاكوف، إعلان الحرب إلى وزير الخارجية البولندي يواكيم تشريبتوفيتش. دخلت الجيوش الروسية بولندا وليتوانيا في نفس اليوم، وبدأت الحرب.